# NGC 2645
NGC 2645 (другие обозначения — OCL 754, ESO 259-SC14) — рассеянное скопление в созвездии Парусов. Открыто Джоном Гершелем в 1834 году.
Расстояние до скопления оценивается в 1,65—1,8 килопарсека, возраст — в 1—38 миллионов лет, избыток цвета B−V — 0,28―0,46m. Переменная звезда HD 74180 наблюдается на фоне скопления, но не принадлежит ему.
Этот объект входит в число перечисленных в оригинальной редакции «Нового общего каталога».